# Химн на Литва
„Националната песен“ (на литовски: Tautiška giesmė) е настоящият национален химн на Литва. Автор на текста и музиката е Винчас Кудирка.

## История
Химнът е публикуван за първи път в списание „Варпас” през 1898 г. Песента е публично изпълнена за първи път в Санкт Петербург на 13 ноември 1899 г. от хор под диригентството на Чеслав Сосновски. За първи път във Вилнюс песента е изпълнена на 3 декември 1905 г. „Националната песен“ е официално одобрена като национален химн с декларация на Сейма през 1919 г.
По време на Литовската ССР от 1940 до 1941 г. и през 1950 – 1988 г. песента не е използвана като химн на републиката, с изключение на кратък период от 1944 до 1950 г. След включването на Литва към СССР „Интернационалът“ се изпълнява като химн през 1940 – 1944 г., а „Националната песен“ се изпълнява през 1944 – 1950 г. През 1950 – 1988 г. официално се изпълнява химнът на Литовската ССР, одобрен едва на десетата годишнина от присъединяването на Литва към СССР (текстът му е на Антанас Венцлова, а музиката е на Балис Дварионас и Йонас Швядас).
През 1988 г., дори преди възстановяването на независимостта на Литва, „Националната песен“ е върната като химн на Литовската ССР. Член 19 от Конституцията на Република Литва, приет чрез референдум през октомври 1992 г., одобрява „Националната песен“ като национален химн. Най-новият законодателен акт относно химна е „Законът за измененията и допълненията към Закона за националния химн на Литва“, приет през октомври 1991 и 20 май 1999 г. Новата редакция установява случаите и реда на изпълнение на химна, като забранява използването му като музикален фон за приложни цели, например в рекламата.
Част от нотите и текста на химна е изобразен на възпоменателни монети от 5 и 20 евро, емитирани за двадесет и петата годишнина от възстановяването на независимостта на Литва през 2015 г.
Химнът обикновено се изпълнява на международни спортни състезания с участието на литовски спортисти (например на футболни мачове). Съществува и еднократен случай, при който химнът е объркан с този на Латвия. На 27 май 2008 г. преди футболен мач между Чехия и Литва по погрешка бива пуснат латвийският химн, в резултат на което Литва предявява искове срещу Чехия като организатор на мача.

## Текст
Текстът има няколко превода на английски, полски, руски, немски. Съществуват преводи също на различни други езици сред които караитски, латински, латвийски, норвежки, туркменски, чешки и есперанто.

### Текст на литовски
Lietuva, tėvyne mūsų,

Tu, didvyrių žeme,

Iš praeities tavo sūnūs,

te stiprybę semia
Tegul tavo vaikai eina,

vien takais dorybės,

Tegul dirba tavo naudai,

ir žmonių gėrybei
Tegul saulė Lietuvoj,

tamsumas prašalina,

ir šviesa, ir tiesa,

mūs žingsnius telydi
Tegul meilė Lietuvos,

dega mūsų širdyse,

Vardan tos Lietuvos,

vienybė težydi!

### Превод на български
Литва, наша родина,

ти си земя на герои.

От миналото твоите синове,

черпят сила и кураж.
Нека твоите деца вървят,

по стъпките на добродетелта.

Нека работят за твоето добро и,

за доброто на хората.
Нека литовското слънце,

да разсее мрака.

и истина, и светлина,

да следват стъпките ни.
Нека любовта към Литва,

да гори в сърцата ни.

В името на тази Литва,

нека единството ни процъфтява.